# 第1號小提琴協奏曲 (蕭斯達高維契)
A小調第1號小提琴協奏曲，作品77，是俄國作曲家蕭士塔高維奇的作品。創作於1947年至48年，是他6首協奏曲中編制最大的一首，作品是題獻給小提琴家歐伊斯特拉赫，可惜當作品寫成時，蕭士塔高維奇遭到日丹諾夫批判，他的作品被禁止演出；八年後，即1955年10月29日，才在列寧格勒愛樂大廳進行首演，由歐伊斯特拉赫親自擔任獨奏，姆拉温斯基帶領的列寧格勒愛樂樂團擔任協奏。

## 背景
本協奏曲創作於二戰後的1947-48年，當時的蘇聯政府仍然實施自1934年頒布的審查制度法令，所有藝術制作，如音樂會、戲劇、舞蹈等皆必須在首演前十日送交審查，亦要留座給相關人員進場作進一步審核。任何反對蘇共政治宣傳、缺乏意識形態或藝術價值的作品一律禁演。1950年代審查制度更漫延至文學界，由於蕭斯達高維契曾經在1948年被安德烈·日丹諾夫公開讉責而令他的作品一度被禁演，雖然禁令在第二年獲得部份解除，亦獲晉身於最高蘇維埃，但在如此惡劣的政治氣氛下，他仍要步步為營，因此他將這首作品一直收起，直至史大林死後翌年，才把作品公開。移居美國的前蘇聯音樂歷史學者鮑里斯·施瓦茨（Boris Schwarz）曾指出，蕭氏的音樂大都有兩類：第一類是簡單、合宜的，以符合克里姆林宮的要求；另一類是複雜、抽象的，以合符蕭氏本身的藝術標準，明顯地，《第1號小提琴協奏曲》所表達的，正正是後者的一種複雜性，所以他知道，這首作品根本在史大林仍在世時，是沒有可能作公演的。

### 作品編號

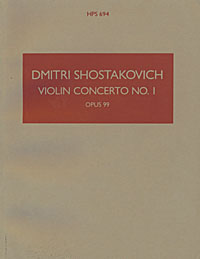
「霍克斯閱讀用譜」（Hawkes Pocket Scores）的樂譜封面

首演時，此作被編上「作品第99號」，這是因應作曲家的習慣，除了按作品的完成時間外，亦考慮首演的時間，因此最初出版時，被編排於第10號交響曲、節日序曲等作品之後，後來才重新復用作品第77號，作品第99號後來則撥給他的一首電影音樂作品之用。

## 分析

### 配器
- 獨奏小提琴
- 木管樂器：短笛（兼任第三部長笛）、2長笛、2雙簧管、英國管（兼任第三部雙簧管）、2單簧管、低音單簧管（兼任第三部單簧管）、2低音管、倍低音管（兼任第三部巴松管）
- 銅管樂器：4圓號、大號
- 敲擊樂器：定音鼓、木琴、鈴鼓、鑼
- 鍵盤樂器：鋼片琴（僅用於第一樂章）
- 絃樂器：第一小提琴、第二小提琴、中提琴、大提琴、低音提琴、2豎琴

### 結構
共為分四個樂章，第3及第4樂章為不間斷連奏，並以小提琴的華彩樂段獨奏作為連接。全曲演奏時間為35分鐘。
- 第1樂章：夜曲（Nocturne）：中板（Moderato），是對艾爾加的大提琴協奏曲作致敬。
- 第2樂章：諧謔曲（Scherzo），快板（Allegro）
- 第3樂章：帕薩卡利亞舞曲（Passagalia），行板（Andante）－緊接（attacca）：

- 華彩樂段（Cadenza）：樂譜上歸納於第3樂章，但不少音樂評論均將它當作獨立樂章看待。

- 第4樂章：戲謔曲（Burlesque）：輝煌的快板（Allegro con brio），獨奏小提琴的旋律帶有史特拉汶斯基《彼得魯斯卡》的長笛獨奏的影子。